# تپه عبه فتول
تپه عبه فتول مربوط به دوران پیش از تاریخ ایران باستان است و در شهرستان مریوان، کیلومتر ۹ جاده مریوان به سقز واقع شده و این اثر در تاریخ ۲۳ شهریور ۱۳۸۲ با شمارهٔ ثبت ۱۰۰۹۷ به‌عنوان یکی از آثار ملی ایران به ثبت رسیده است.